# 天寧寺 (福知山市)
天寧寺（てんねいじ）は、京都府福知山市大呂にある臨済宗妙心寺派の寺院。西国薬師四十九霊場第27番札所。北近畿を代表する古刹とされる。

## 歴史
1365年（貞治4年）、丹波の地頭金山安泰に愚中周乃が招かれ開山。室町幕府4代将軍の足利義持が帰依し、広い境内を持つ大寺院となった。
江戸時代初めに妙心寺派に属し、再興される。1777年（安永6年）の火災ですべて失い、庫裏（くり）、方丈（ほうじょう）、開山堂、仏殿（薬師堂）などが再建されたが、現在は開山堂と仏殿のみが残る。薬師堂は1794年（寛政6年）に建立された。

## 文化財

### 国指定重要文化財
- 絹本著色即休契了像（絵画）[4]
- 絹本著色十六羅漢像（絵画）[5]

### 京都府指定文化財
- 天寧寺薬師堂（建造物）[6]
- 天寧寺開山堂（附：鎮守堂）（建造物）[6]
- 絹本著色愚中周及像禅英賛（絵画）[6]
- 絹本著色愚中周及像自賛（絵画）[6]
- 絹本著色大中臣元実像（絵画）[6]
- 絹本著色大中臣持実像（絵画）[6]
- 天寧寺文書（27通）[6]

### 福知山市指定文化財
- 紙本淡彩六祖彗能
- 絹本著色愚中周及像

## アクセス
- 公共交通機関での場合
  - 宮福線（京都丹後鉄道）下天津駅より2.5km（徒歩35分）あるいはタクシー5分　駐車場あり

- 自家用車の場合
  - 舞鶴若狭自動車道「福知山IC」より車で25分
  - 京都縦貫自動車道「舞鶴大江IC」より車で22分